# Şenyuva, Mazıdağı
Şenyuva là một xã thuộc huyện Mazıdağı, tỉnh Mardin, Thổ Nhĩ Kỳ. Dân số thời điểm năm 2010 là 799 người.